# Туара
Туара (луговомар. Тыртыш тара) — сухие сырники, национальное блюдо марийской кухни.

## Приготовление творожной массы
После процеживания творог вытряхивают из мешка в какую-нибудь посуду. Добавляют соль и яйца, перемешивают до получения однородной массы. Эту массу в марийской кухне используют
для пирожков, ватрушек и сырников-туара.

## Рецепт
Для приготовления теста берут сухой, прессованный жирный творог, заправляют его сметаной, сырыми яйцами и солят. Формуют полученное в результате крутое творожное тесто как сырники диаметром 8-10 см, толщиной 2-3 см. Отформованные сырники помещают на смазанный маслом противень, сверху мажут топленым маслом (иногда яйцом) и выпекают в печи или духовке при слабом огне в течение часа-полутора. Затем сырники подсушивают при более низкой температуре (40-50°). После сушки готовое блюдо становится тоньше. Блюдо подается с маслом в горячем виде, а также в холодном виде — к чаю.

## Туара как ритуальное блюдо
Туара является обрядовым блюдом (обычно у луговых марийцев). Готовится вместе с команмелна и салмамуно.